# Eccritosia barbata
Eccritosia barbata là một loài ruồi trong họ Asilidae. Eccritosia barbata được Fabricius miêu tả năm 1787.